# Homosexualidad latente

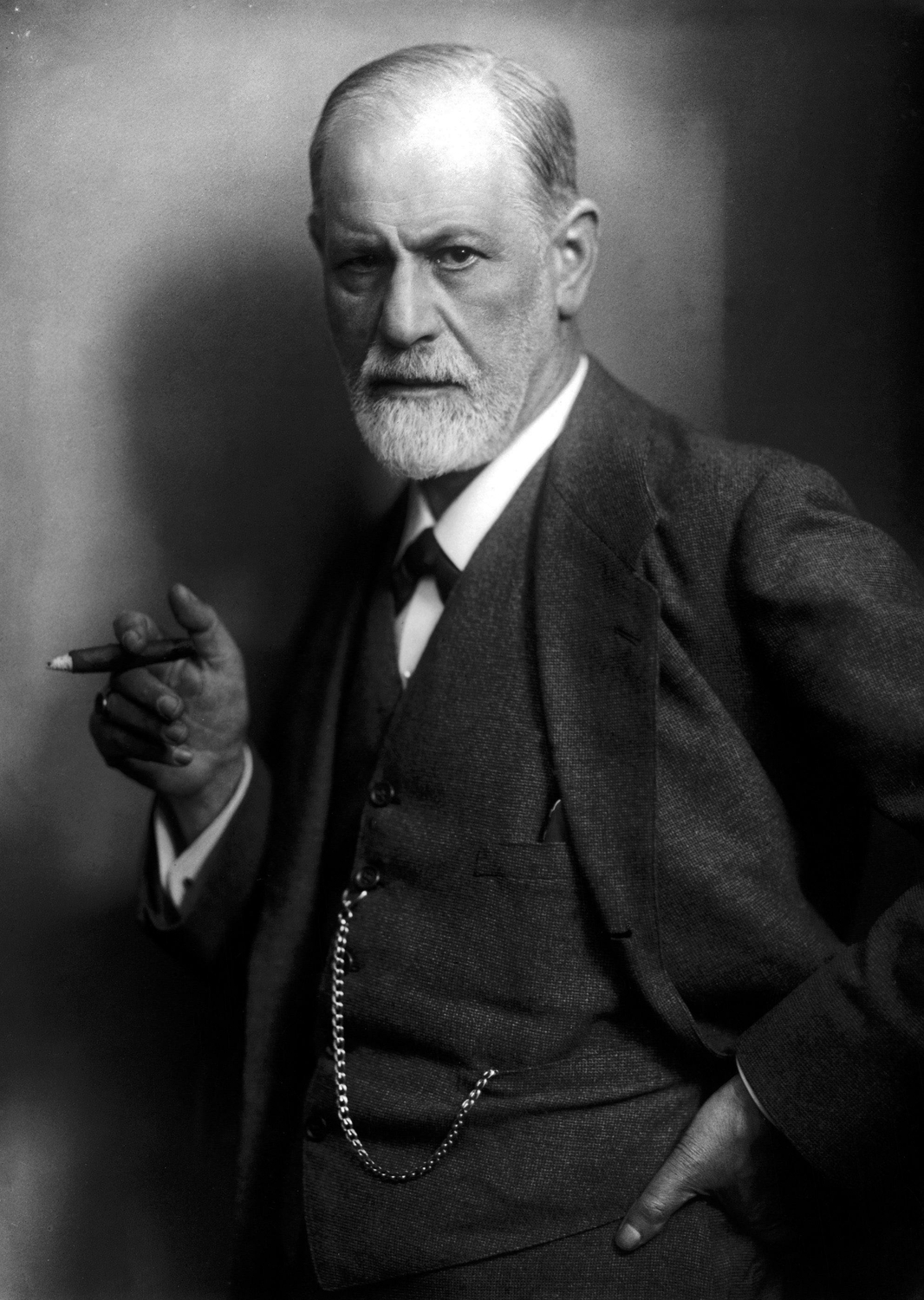
Sigmund Freud (1856-1939) fue un médico austriaco considerado el creador del psicoanálisis. Este método causó gran revuelo en su momento y se basa en intentar explicar el comportamiento humano para dar solución a los problemas mentales.

La homosexualidad latente es una atracción erótica hacia miembros del mismo sexo que no es conscientemente experimentada o expresada en acción abierta. Esto puede significar una inclinación escondida o potencial interés en relaciones homosexuales, el cual es reprimido o no reconocido, y nunca ha sido explorado, o nunca lo será.
El término fue originalmente propuesto por Sigmund Freud. Algunos argumentan que la homosexualidad latente es un potencial efecto iatrogénico (es decir, no está presente hasta ser sugerido por un psicoterapeuta).[cita requerida]  Otros argumentan que el término latente no es aplicable en el caso de impulsos homosexuales, ya que estos no suelen estar en la categoría de inconscientes o inexpresados, sino que existen en la mente consciente y son (a menudo violentamente) reprimidos en un nivel consciente.

## Vínculos con la homofobia
Una teoría que marca a la homofobia como un resultado de homosexualidad latente fue postulada en el siglo XX tardío. Un estudio de 1996 en la Universidad de Georgia por Henry Adams, Lester Wright Jr., y Bethany Lohr indica que cierta cantidad de hombres homofóbicos presentan homosexualidad latente. La investigación se centró en 64 hombres heterosexuales, 35 de los cuales presentaban rasgos homofóbicos y 29 que no. Fueron asignados a diferentes grupos en base a sus puntuaciones en el Índice de Homophobia (W. W. Hudson & W. Un. Ricketts, 1980). Los grupos no diferían en agresión.
Tres pruebas estuvieron llevadas a cabo utilizando falometría. Aunque no había ninguna diferencia en respuesta cuando los hombres fueron expuestos a pornografía heterosexual y lesbiana, había una diferencia importante cuando los hombres estuvieron expuestos a pornografía homosexual masculina.
Los investigadores informaron que el 24% de los hombres no homófobos mostraron algún grado de tumescencia en respuesta al vídeo homosexual macho, comparado al 54% de sujetos que puntuaron alto en el test de homofobia. Además, el 66% del grupo no homófobo no mostró aumentos significativos en tumescencia después del vídeo, pero solo el 20% de los hombres homófobos no mostraron excitación. Además, cuando los participantes valoraron su grado de excitación sexual más tarde, los hombres homofóbicos subestimaron significativamente su grado de excitación por el vídeo porno homosexual masculino.
Los resultados de este estudio indican que los individuos que puntúan dentro del rango de homofobia y admiten repulsión por la homosexualidad muestran excitación sexual significativa causada por estímulos eróticos de carácter homosexual masculino
Una posible explicación es encontrada en varias teorías psicoanalíticas, las cuales generalmente interpretan la homosexualidad como una amenaza a los impulsos homosexuales propios del individuo causando represión, negación, o formación de reacción (o las tres). Generalmente, estas explicaciones diversas conciben la homofobia como un tipo de homosexualidad latente en la que la persona no es consciente o niega sus deseos homosexuales.
Otra explicación de este dato está encontrada en Barlow, Sakheim, y Beck en (1983) teoría de la función de ansiedad y atención en sexuales respondiendo. Es posible que viendo los estímulos homosexuales causa emociones negativas como ansiedad en hombres homofóbicos pero no en hombres no homofóbicos. Porque la ansiedad ha sido mostrada para realzar excitación y erección, esta teoría pronosticaría aumentos en erección en los hombres homofóbicos.
La terapia de reorientación sexual [¿quién?] niega que los hombres homofóbicos fueran estimulados por verdadera homosexualidad latente, sino que la estimulación surgió por emociones negativas como ansiedad.

## Enlaces al entorno
Vivir en un cultura homofóbica, no ser expuesto a la homosexualidad, y ser rodeado por miembros de ambos géneros pueden provocar la homosexualidad latente. [cita requerida] En cambio, la homosexualidad situacional se puede deber a la exposición a un entorno de un solo género, como una escuela separada por sexos, una prisión, o servicio militar. [cita requerida]

## En ficción
En el libro de Kingsley Amis The Anti-Death League, el personaje principal es introducido mientras está resistiendo un tratamiento para homosexualidad reprimida – la cual un doctor cree que tiene – a pesar de que el hombre es abiertamente homosexual.
Temas de homosexualidad latente eran comunes en películas de ciencia ficción de los 1950.
En la película de 1999 American Beauty, el personaje Coronel Fitts (Chris Cooper) es representado como homosexual latente. Durante la película, Fitts hace varias declaraciones de mente estrecha y homofóbicas, y le perturba la posibilidad de que su hijo sea homosexual. Aun así, hacia el fin de la película, se revela que Fitts tiene sentimientos sexuales hacia hombres cuando se acerca su vecino Lester Burnham (Kevin Spacey) y le da un beso, pero Lester lo rechaza, y esto lo humilla.